# Prehistorie van Tadzjikistan

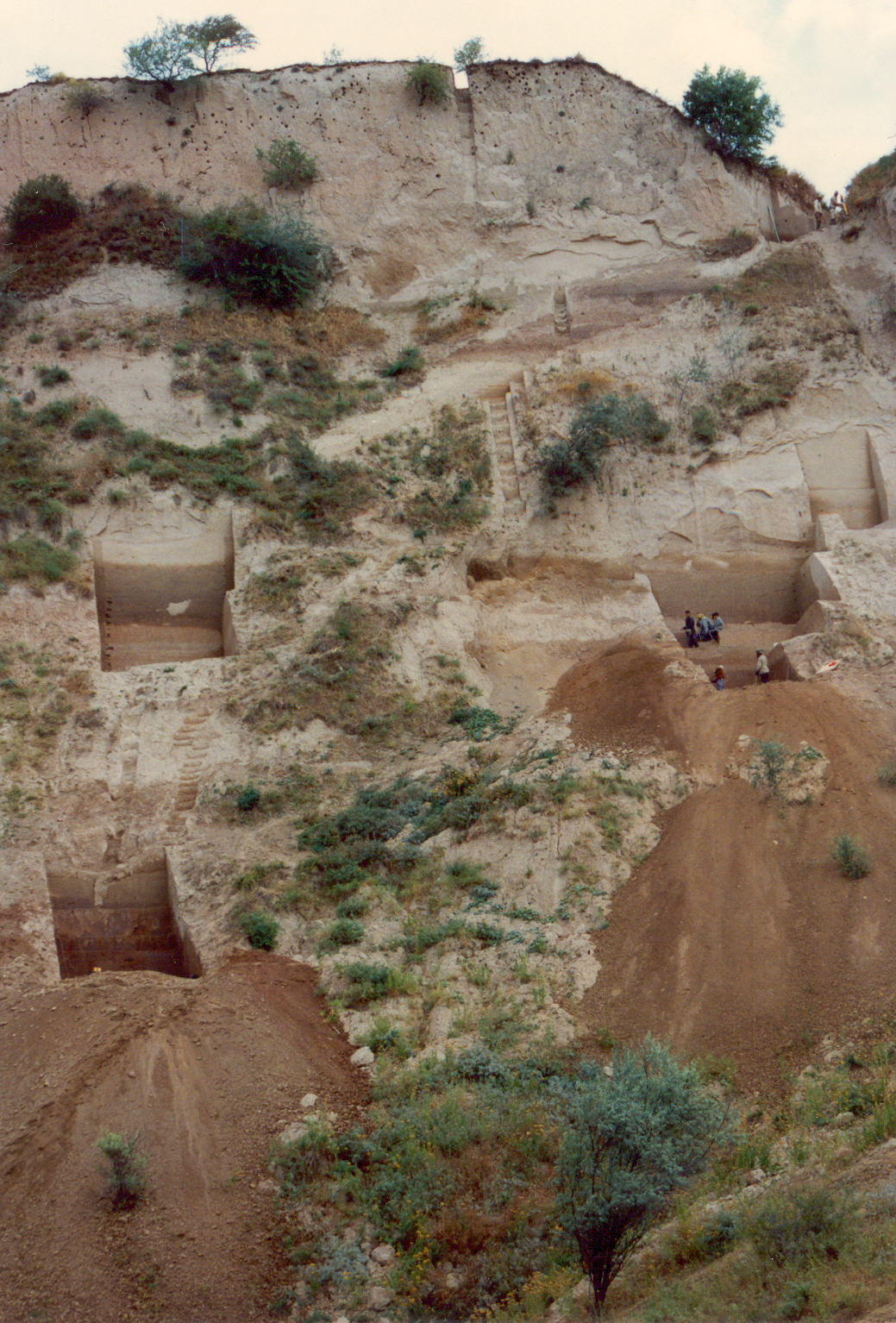
oppgravingen bij de site Chonako III

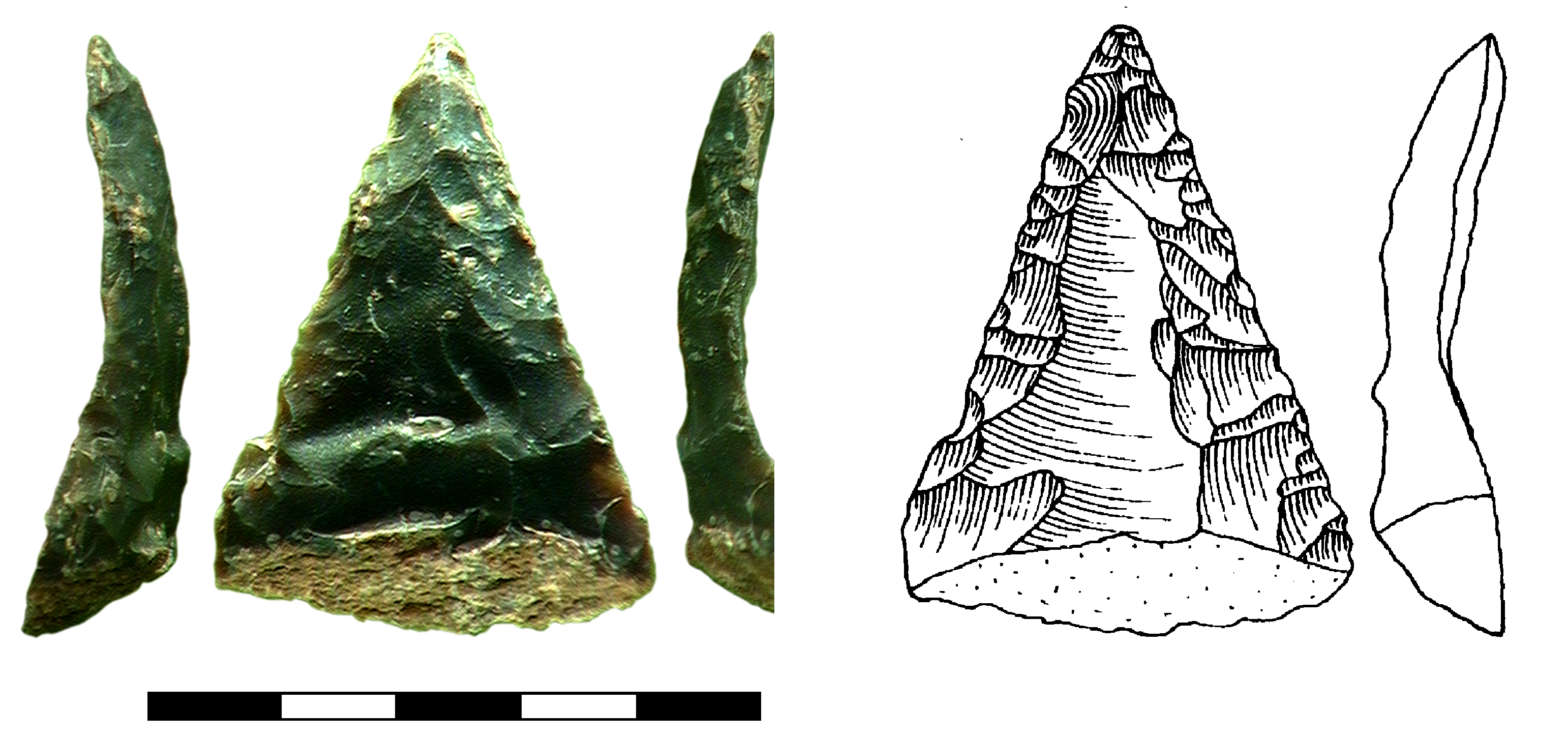
Moustérien-punt uit Chonako

De prehistorie van Tadzjikistan omvat de voorgeschiedenis van het huidige Tadzjikistan tot het begin van de historische periode en de oudheid van Centraal-Azië.

## Paleolithicum
De sites Koeldara, Chonako II, Obi-Mazar-6 (600-900.000 BP), Kosjkoergan-1 (400-500.000 BP), Qaratoq I en Lachoeti I (ongeveer 300-200.000 BP) behoren tot het vroegpaleolithicum in Tadzjikistan. De vroege en middenpaleolithische industrie van Tadzjikistan vormde zich op basis van de microlitische Koeldara-industrie (ongeveer 900.000 BP). 
Op de Lachoeti-IV site, gelegen in het midden van de Obi-Mazar-rivier tussen de sites Obi-Mazar-6 en Lachoeti I, werd een cultuurhorizon (pedocomplex 5) uit 500.000 BP ontdekt. 
Betrouwbare sporen van het gebruik van vuur werden gevonden op de site Chonako III, met haardplaatsen die 180-240.000 jaar oud waren. Een thermoluminescentiedatering van 71.500 ±15.600 jaar werd verkregen voor de Doesti-site op het Chargoesjon-plateau. 
Op de Choedzji-site dateerde de oudste Moustérienlaag uit het tijdperk van 42.110 +2440/-1870. Een daar gevonden tand hielden Aleksandr Zoebov en Erik Trinkaus voor behorend tot de vroege moderne mens, maar later DNA-onderzoek toonde aan dat het van een neanderthaler was.
De sites van Sjoegnov en Charkoesj behoren tot het laatpaleolithicum. Individuele vondsten in Zuid-Tadzjikistan, samen met vondsten in een werkplaats bij het dorp Jangadzja in Turkmenistan en in de Kara-Kamargrot bij Aybak in Afghanistan, konden worden gecombineerd tot één groep, die de Karakamar-variant van het laatpaleolithicum van Centraal-Azië werd genoemd, welke analogieën vond in de III-IVe fase van het laatpaleolithicum van West-Azië.

## Mesolithicum
Geometrische microlieten en micro-schrabbers domineerden de mesolithische sites van Toetqavoel, Ak-Tangi, Obi-Kiik en Sjoegnov (nullaag). De oorsprong van de mesolitische industrie van de Toetqavoel-site (10e-9e millennium v. Chr.) kan worden geassocieerd met de ontwikkeling van de Koelboelakcultuur uit het laatpaleolithicum en culturele infiltratie uit West-Azië. 
Mesolithische sites zonder microlieten zijn Osjchona, Obisjir en Besjkent. De industrie van de Istyk-grot werd gekenmerkt door een microlitische afslagtechniek met een klein deel van een chopper-element. De belangrijkste afslagproducten waren microklingen en andere microlieten. In een werktuigset waren puntjes van het Châtelperronien-type, klingen met een afgestompte rug en een afgeschuind uiteinde en choppers van primair belang. Beenderen van vogels uit het late Pleistoceen tot vroege Holoceen (148.000 v. Chr.), waaronder watervogels die nu alleen in de laaglanden leven, werden gevonden in de Istyk-grot op een hoogte van 4.060 m.
De Osjchona-site, gelegen 12 km onder het einde van de Oejsoe-gletsjer in de Markansoe-riviervallei van de Pamir, op een hoogte van 4.200 m, dateert 8.5-6.000 BP. De istyk-grot ligt in de Aligoera-vallei aan de linkeroever van de Soel-Istyk, in de buurt van het dorp Tsjasj-Doebe. Net als in Osjchona dateren de lagen in de Istyk-grot uit het mesolithicum.

## Neolithicum

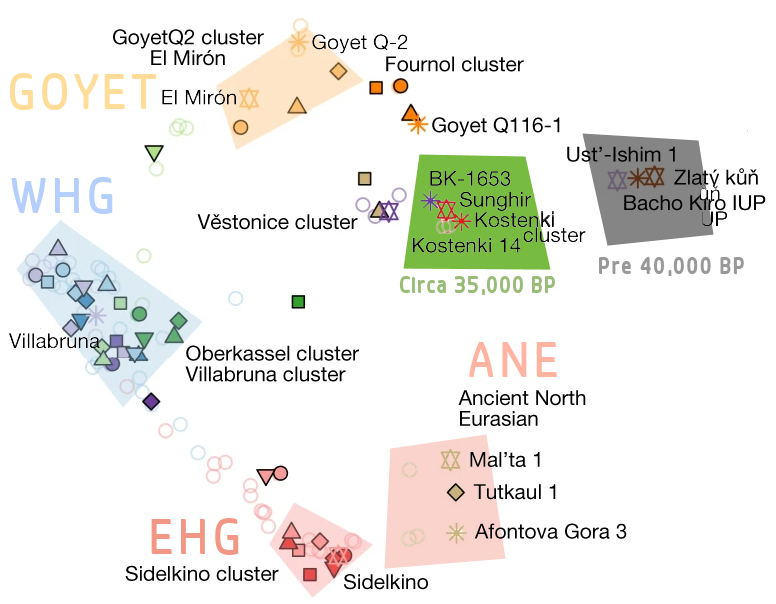
de genetische positie van de oude Noord-Eurasiërs

De Hisorcultuur was wijdverspreid op het gebied van het Hisorgebergte van het 6e tot het 2e millennium v. Chr. De twee neolithische horizonten van de Toetqavoel-site dateren uit het 7e-5e millennium v.Chr. Een vrouwenbegrafenis en drie schedels van kinderen werden gevonden aan de basis van de neolithische horizon. Alle schedels hebben lage oogkassen en zijn van het Oud Noord-Euraziatische type. De Y-chromosomale haplogroep was Q1b2a en de mitochondriale haplogroep U7. 

## Kopertijd
15 km ten westen van Pandzjakent ligt Sarazm, een van de oudste steden ter wereld. Gesticht in 5.5000 BP, besloeg Sarazm een oppervlakte van meer dan 100 hectare.

## Bronstijd
Enkele van de vroegste sites van de bronstijd (periodes Namazga IV - Namazga V) in het zuiden van Tadzjikistan zijn de begraafplaatsen Farchor en Kangoerttoet-2. 
Het westen van Tadzjikistan maakte tijdens de bronstijd deel uit van het archeologisch complex Bactrië-Margiana. 
Tijdens de bronstijd trokken de Ariërs, oude Indo-Iraanse stammen die zich aan het begin van het 2e millennium v.Chr. van de Indo-Europese stammen afscheidden, naar Centraal-Azië. Aan het einde van het 2e millennium v.Chr. verhuisden ze naar de landen van het huidige Iran en Noord-India. In historische bronnen worden de Ariërs genoemd als de voorouders van de volkeren van Ariana, Toeran, Bactria, Sogdië, Chorasmië, Perzië, Medië en Khorasan. 
De begraafplaatsen uit de vroege bronstijd van Koemsaj en Dasjti-Kozy hebben een uitgesproken gemengd karakter. Sommige vondsten behoren tot de Fjodorovkacultuur, andere tot de agrarische Sapallicultuur in de Molaline-fase van zijn ontwikkeling. 